# ライトバス・ニュールートマスター
ニュールートマスター（New Routemaster）（「ニュー・バス・フォー・ロンドン（New Bus for London、NB4L）」（当初の正式名称）、「ボリスマスター（Borismaster）」・「ボリスバス（Boris Bus）」（導入を主導したロンドン市長ボリス・ジョンソンにちなむ）とも）は、イギリスのロンドンで使用されることを目的に製作された2階建バスである。ロンドンバスのアイコンともなっているルートマスターをモチーフとし、オリジナルのルートマスター同様の「ホップオン・ホップオフ」（hop-on hop-off：随時乗り降り）可能な開放式の後部プラットフォームを備えつつも、現代のバスに要求される完全なアクセシビリティの条件を満たしている。デザインはトーマス・ヘザーウィック、製造はライトバスが担っており、2012年2月27日から運行を開始した。
オリジナルのルートマスターは開放式後部プラットフォームを備える運転手と車掌が乗務するロンドンバスの標準であったが、その後登場した開放式後部プラットフォームを持たずワンマン乗務の完全なアクセシビリティを備えた車両が好まれたために、ロンドン市長ケン・リヴィングストンによってヘリテージ・ルート2路線（Route 9HとRoute 15H）を残し2005年末に退役させられた。ルートマスターの退役は2008年ロンドン市長選挙の争点となり、選挙公約の一つに新型のルートマスターの導入を掲げたボリス・ジョンソンが当選した。2008年に設計案の公募が行われた結果、2009年末にライトバス社の案が選定され、2010年5月に最終案が公表された。
この設計では新型バスは、後部プラットフォームの使用とアクセシビリティ確保のために3つのドアと2つの乗降階段を備えている。突き出したボンネット（「ハーフキャブ」型）と常時開放式の後部プラットフォームを持っていた旧型のルートマスターと異なり、新型バスは1枚仕立ての顔周りと不要な場合には閉鎖可能な後部プラットフォームを備えており、後部プラットフォームの閉鎖時にはワンマン運行が可能である。

## 構造

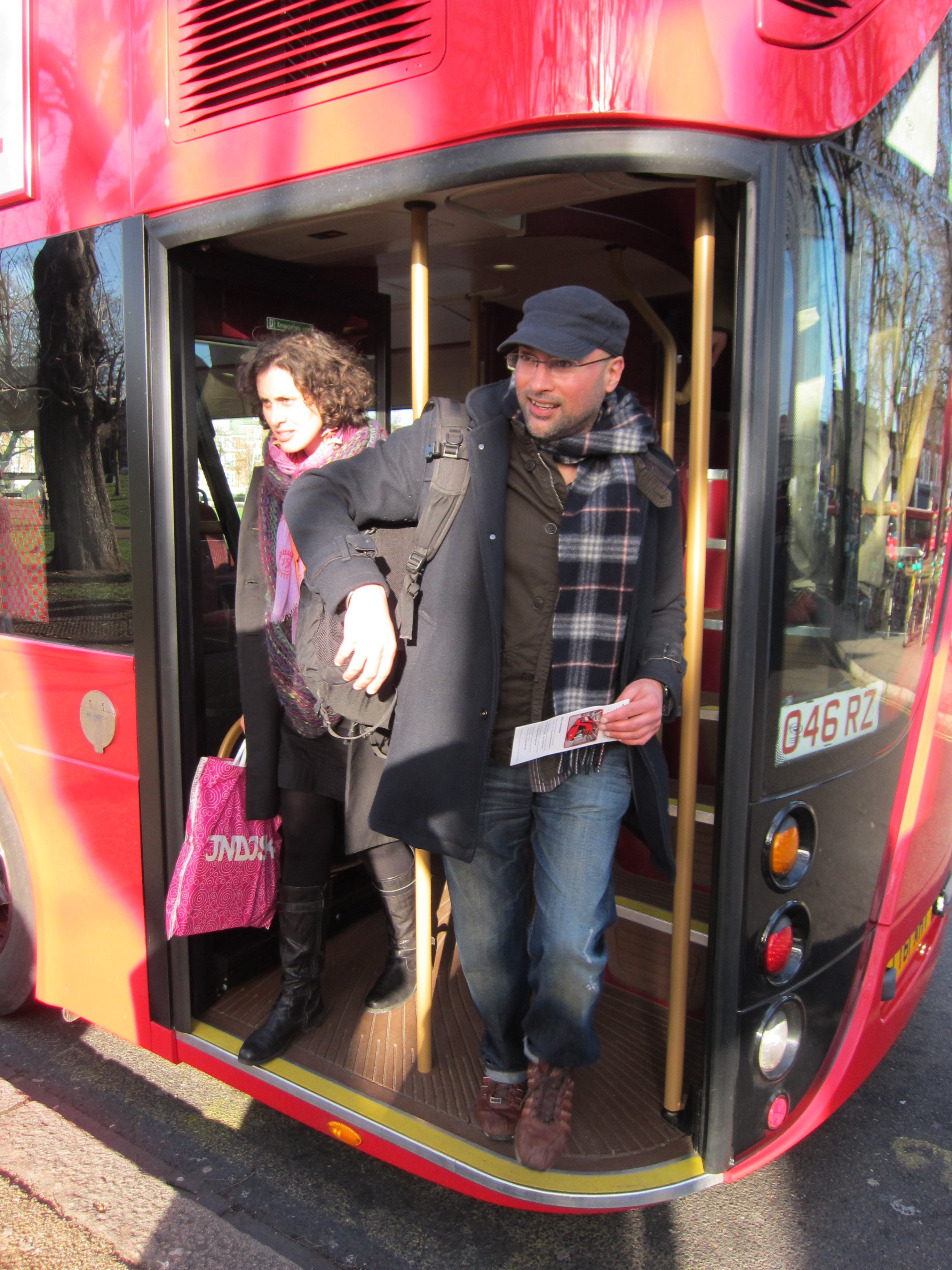
後部プラットフォームから降車する乗客。

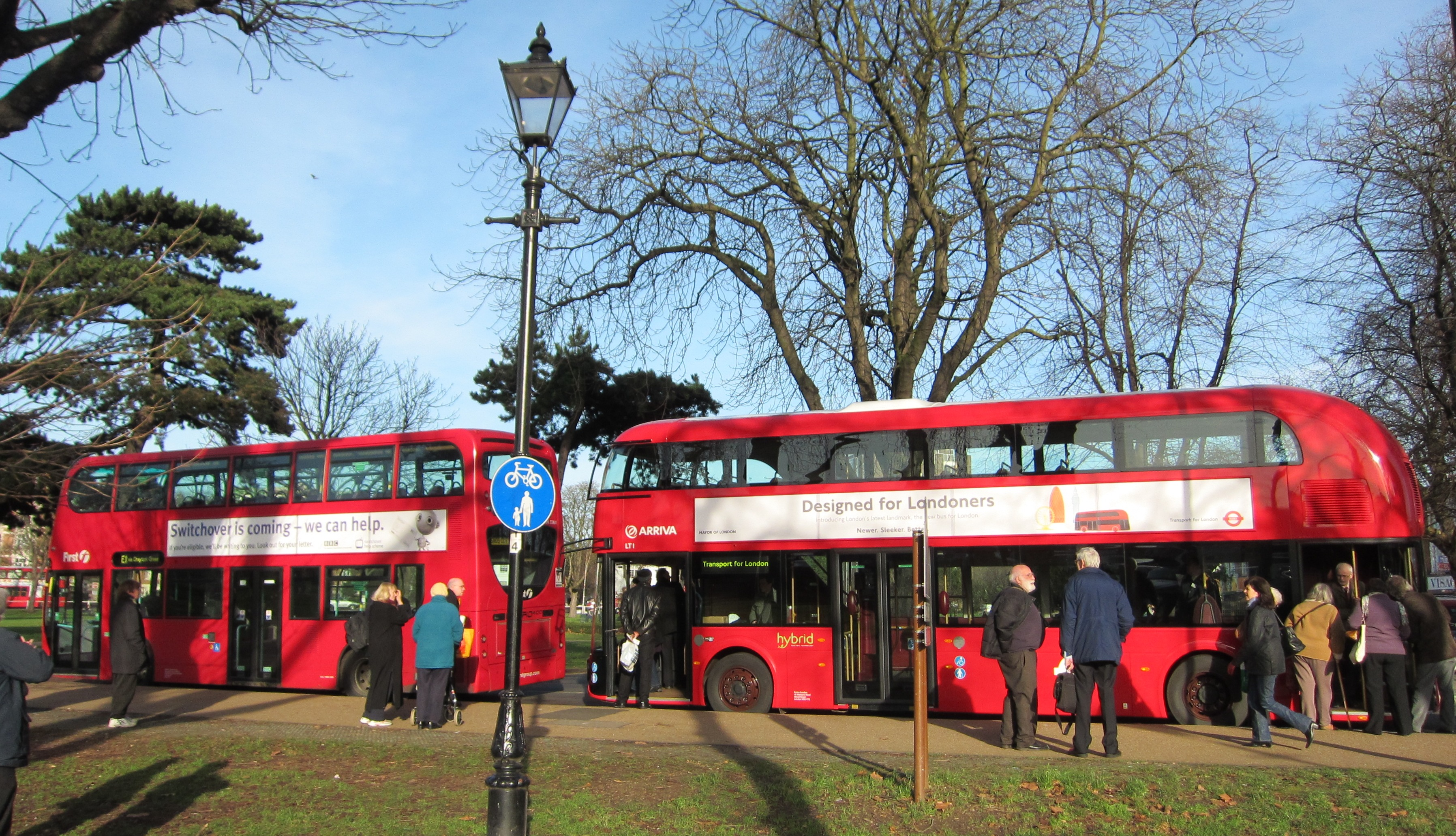
旧型（左）と並ぶ全長が長くなった新型バス。

ドアは前部、中央部、後部の3カ所に設けられ、前部ドアと後部ドアは上部デッキへの階段につながっている。後部乗降口はルートマスターと同様にプラットフォームと手摺りを備え、車掌が乗車している場合は「ホップオン・ホップオフ」運行が可能なように開放される。オイスターカード読み取り器が3つの乗降口全てに設置されているが、車掌は料金や切符を取り扱うことができないため他の形式の切符や現金を使用する場合は運転手に提示しなければならない。2013年8月現在経費削減のため第38系統においては後部ドアは締め切って運行されている。そのため、後ろからの乗降は不可能となっており、問題になっている。第24系統では後部からの乗降が可能である。
座席には新しい模様のモケットが採り入れられ、車室内の照明はLED電球、温度調節機能付き換気システムを備えている。
駆動にはハイブリッドシステムが採用されており、ディーゼルエンジン発電機と回生ブレーキにより充電されたバッテリーパックによって電動機を駆動して走行する。ディーゼルエンジンはバッテリーに充電の必要がある場合にのみ駆動することで同サイズの以前のバスと比べて低公害性と低燃費を実現している。

## 背景

### ロンドンのオリジナルのルートマスター
大部分をロンドンで運行されることを前提に設計されたオリジナルのルートマスター(AEC製造)は1947年に設計が開始され、1956年から1968年までに2,800台が生産された。頑丈な設計によりルートマスターはこれを代替する目的であった新しいバスよりも生き長らえて、最終的には2005年12月までロンドンの定期旅客輸送事業から退役しなかった。
2000年12月31日からイギリス国内に納入される全ての新しいバスには、車椅子で乗降可能な低床バスの開発へとつながる1995年障害者差別禁止法（Disability Discrimination Act 1995）に適合することが義務付けられるようになった。ロンドン交通局（Transport for London：TfL）は車両の刷新に着手したが、2000年以降ルートマスターはTfL路線で使用される最も一般的な車椅子での乗降不可の車両として取り残され始めた。
就任当初のロンドン市長ケン・リヴィングストンは、1期目の任期中は以前と同様にルートマスターを限定的な数量維持することを表明していたが、2004年の市長選挙後の2期目の任期では、ルートマスターに対する政策を変更してロンドンのバス車両の全数を近代的な型に入れ替えることにした。
古いバスは2017年まで障害者差別禁止法の適用を免除されていたが、2004年の市長選挙後にTfLが管轄下の全ての路線で運行する全てを低床バスとする内部方針を採択したことからロンドンからルートマスターを引退させることになった。この引退を後押しする要素には、後部プラットフォームを使用することで発生する事故に関する訴訟の増加の危険性、ワンマン運行によるコストの削減、乗客が今や骨董品並みとなったルートマスターよりも近代的なバスの快適性を求めるようになった、といった理由があると言われた。
なお、ルートマスターは通常運行からの撤退後もTfLの入札契約路線では同じ番号の通常路線の一部区間を走行するヘリテージ・ルート2本（2014年以降は15H系統（英語版）の1本のみ）で運行され続けている。

### FRMとXRM
1964 - 1965年のリアエンジン・前部乗降口型のルートマスターを設計しようという試みが1966年のFRM1 (Front-entrance RouteMaster) の製作へとつながった。この試作車は標準仕様のルートマスターと約60%の部品の共用化が図られており、イギリスで製作された最初のインテグラル構造のリアエンジン2階建バスであった。単一ドア（大定員バスとしての重大な欠点）と特徴ある設計に付随する継続した機械故障が相まったことによりFRMは「先詰まり」と判断されたが、そのコンセプトの正しさは立証された。
1968年にTfLは1985年の導入を目指してルートマスターの別の代替案の検討に入った。初期の案は自動料金徴収に適した4軸の低床バスとなった。1975年にこの計画は実現可能に近付きXRM (eXperimantal RouteMaster) と命名された。この新しい設計の特徴は、ドアと座席配置の自由度を最大限とするためのサイドマウント式エンジン、最大限の低床を実現するために4軸の小径車輪を駆動する油圧機構等であった。1970年代半ばの実験では失望すべき結果となり、1978年にXRMは後車軸の後に後部ドアが配置されてはいたがより一般的な形態の車両へと改装された。その他の提案された装備にはLPG燃料と停留所での乗降時に床を低めるための油圧サスペンション機構があった。2,700台のルートマスターを修復するための僅か£1,350万に対し新規に2,500台のXRMを製造するためには£1億5,300万のコストが掛かると試算されると1980年9月にXRMの設計作業はキャンセルされた。
10年後にTfLは再度別の代替案を模索した。1989年にデニス・バス（英語版）、ノーザン・カウンティーズ・モーター・アンド・エンジニアリング（英語版）、ウォルター・アレクサンダー・コーチビルダー（英語版）から設計案が出された。幾分驚くべきことに後部乗降口・ハーフキャブといった外観上の特徴はオリジナルのルートマスターと同一であったが、これはイギリスの他の地域では時代遅れだと考えられたものであった。

## 設計

### 初期のキャポコ案

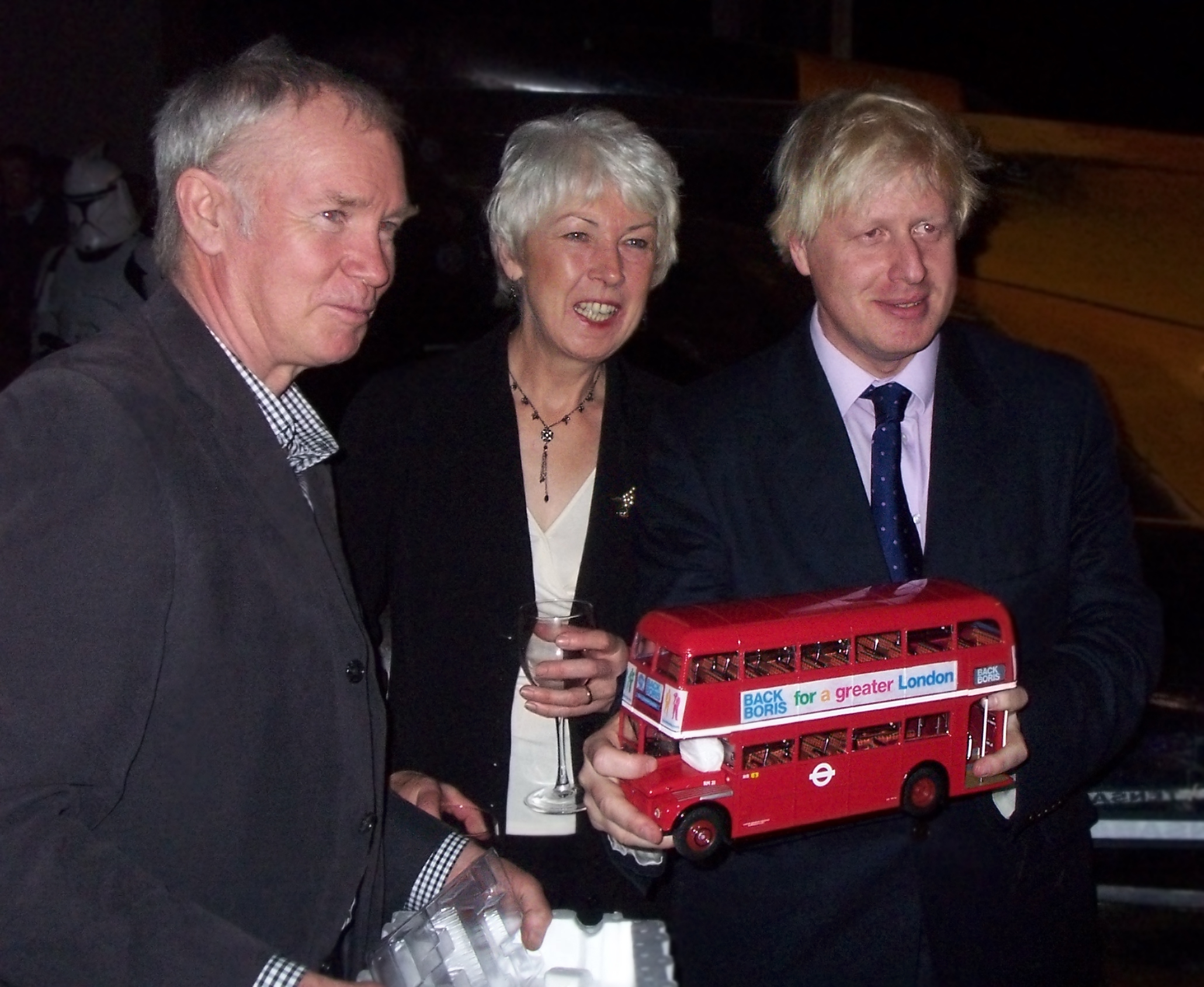
ボリス・ジョンソン（右）と2008年ロンドン市長選挙に向けた "Back Boris for a greater London" のスローガンを描いたルートマスターの模型

2007年9月3日に現職のケン・リヴィングストンに対抗していた当時の保守党のロンドン市長候補であったボリス・ジョンソンは、近代的なルートマスターの導入を考えていることを表明した。2007年12月にイギリスの自動車雑誌『オートカー（英語版）』誌は、革新的なオプテア・ソロ（英語版）を設計したキャポコ社（Capoco）に新世代のルートマスターの詳細な提案を任せた。RMXLと命名されたこの設計案は軽量なアルミニウム製スペースフレーム構造のハイブリッド技術を取り入れた低床バスであり、旧型のルートマスターよりも4席多い座席と2倍の立ち席の収容量があったが、乗員は依然として運転手と車掌の2名であった。
この設計案では前輪の後ろの開閉式前部ドアから障害者の乗降が可能であったが、後部には開放式プラットフォームが残されており、階段も後部に位置していた。ハイブリッド方式は、車体前部に置かれた常時稼動の水素燃料エンジン（水素燃料タンクは後部階段の下に設置）によって車体前部のバッテリーを充電し、車体後部の電気モーターを通して後輪を駆動するもので、トランスミッションを通す必要が無く、低い床と後部プラットフォームから下部デッキへの段差の無い床面が実現されることになっていた。なお、後部プラットフォームはカメラによる監視によって安全性を確保することになっていた。
この設計案は全国紙で紹介されたが、ケン・リヴィングストンからコスト高と安全性について批判を受けることとなった。

### 新型ロンドンバスの競争入札
ロンドン市長候補のボリス・ジョンソンは原則としてオートカー誌・キャポコ設計案に立ち返り、2008年の選挙で選出された場合には新型ルートマスター開発のための公式の設計公募を実施することを公約した。ジョンソンは2008年5月4日の選挙に勝利し、2カ月後の7月4日に新型ロンドンバスの公募を発表した。
ロンドン交通局が主導したこの公募には、考慮に値すると考えられる案を提出する企業と一般人の双方から受け付けられた。この公募には全体概念とコンセプトに関する理想カテゴリーとより具体的な設計に関するデザインカテゴリーの2つのカテゴリーが設けられ、両カテゴリー共に車両全体とバスの一部への提案の双方が応募可能であった。
理想カテゴリーでは後部開放式プラットフォームともう一つのドア付き乗降口を備える2階建バスの想像力溢れる提案が求められた。デザインカテゴリーでは、少なくとも一つの車内階段、後部開放式プラットフォーム、もう一つのドア付き乗降口、運転手と車掌の2名乗車、72名分の座席と立ち席を備える低床の赤色2階建バスの具体的な設計が求められ、後者では必須条件一覧を満たすことと共に「実用的で経済的、量産に移行できる可能性」があることが要求されていた。この公募では賞金£2万5,000の最優秀賞をはじめとするいくつかの賞が用意されていた。
主要な案には2008年10月に公開され、メディアの注目を集めた「スマイリーバス」（"smiley bus"）（正式名称H4・H4グループによる設計）の他、フューチャー・システム（Future Systems）提案の水素燃料で走る「スペースエイジ」（"space age"）、フォスター・アンド・パートナーズのグラスルーフの提案モデルなどがあった。締め切りまでにデザインカテゴリーに225、理想カテゴリーに475の応募があり、TfL幹部2名、ロンドンバス社幹部2名、外部の審査員1名とアレクサンダー・デニス社（バスメーカー）元営業担当取締役1名の合計6名による審査を経て2008年12月19日に結果が発表された。
車両全体のデザインカテゴリー部門の最優秀賞£2万5,000は、バス・トラックのデザイン事務所であるキャポコ・デザインからの提案と建築事務所フォスター・アンド・パートナーと自動車メーカーのアストンマーティンとの共同提案という2つの応募作品の間で分配された。

### 入札過程と最終設計案
最優秀作品をはじめとする有用な提案は、関連法規に合致するように最終設計に落とし込まれるためにTfLからバスメーカーに渡され、後にTfLに競争入札の基礎となる配慮すべき事項として提示された。2009年4月にこの計画に興味を示す者への参加を呼びかける公式の要請がEU官報に掲載された。
2009年5月22日に新型バスの設計・製造の契約交渉のために6つのバスメーカーが招聘された。招聘されたのはアレクサンダー・デニス、エヴォバス（英語版）（メルセデス・ベンツ・バス（英語版）の一部門）、イスパノ・カロセラ、オプテア（英語版）、スカニア、ライトバス（英語版）の6社であり、3年に渡り600台の製造能力を有するなどのTfLが定める入札のための事前審査条件を全て満たしていた。ボルボ・バス（英語版）は入札過程に入る前に辞退し、スカニアとエヴォバスも8月14日に定められた詳細入札の提出期限前に辞退した。スカニアは最初の試作車を公開する期日が自社にとり現実的ではないと判断し、一方エヴォバスは当時の自社製品内に2階建バスが欠如していることを懸念していた。
2009年12月23日に北アイルランドを拠点とする車両製造メーカーのライトバス社が次世代ルートマスターの製造契約を獲得した。この契約は、最小座席数87席、2つの階段、3つの乗降ドア、夜間などの不必要時には閉鎖可能な開放式後部プラットフォームを備えるバスを要求していた。このバスはハイブリッド方式を採用し、従来のディーゼルエンジンを搭載したバスに比べて40%、既に運行されているロンドンのハイブリッド・バスに比べて15%の低燃費とディーゼル・バスとの比較で窒素酸化物が40%、粒子状物質は33%低減されることになっていた。
2010年5月17日に目玉の「未来的」なスタイリング上の特徴である斜めに横切る非対称のガラスを備えた新型ルートマスターの最終設計案がライトバス社から公開された。TfLとライトバス社はヘザーウィック・スタジオと共同してライトバス社の最終案のデザインを生み出した。TfLはロンドンのアイコン的バスとして知的財産局にライトバス社の外観デザインの意匠登録を申請している。
車体には湾曲した後部の角と右側面前方寄りの2箇所に上層デッキから下層デッキに斜めに走るガラス窓を備えており、これにより前後部階段に太陽光の照射を取り入れている。後部階段はオリジナルのルートマスターと同様に後部で湾曲しているが、前部階段は車体右側面を直線状に昇り運転席頭上で上層階に出るように配置されている。

## 生産

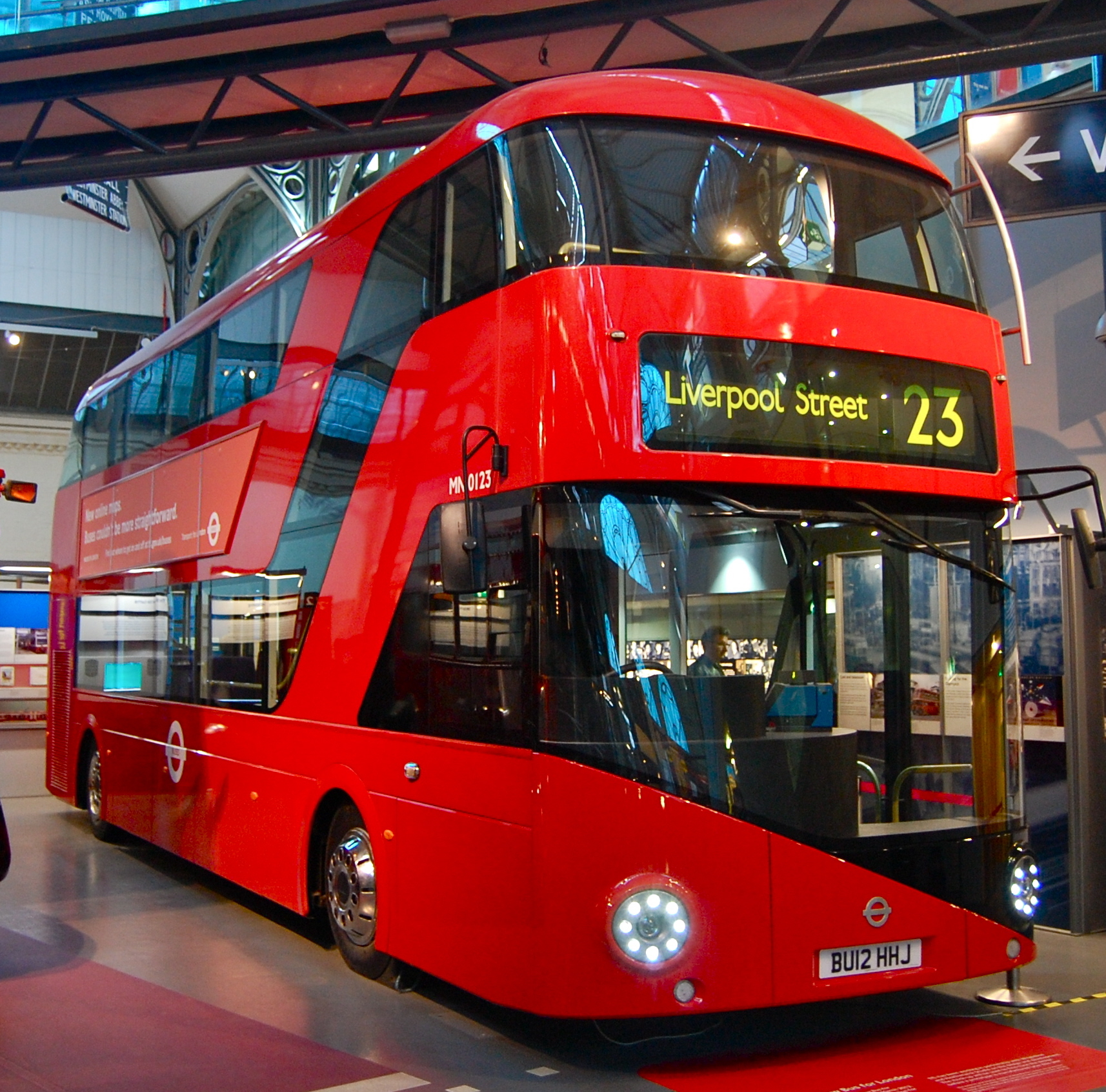
2011年11月にロンドン交通博物館で公開された新型ロンドンバス

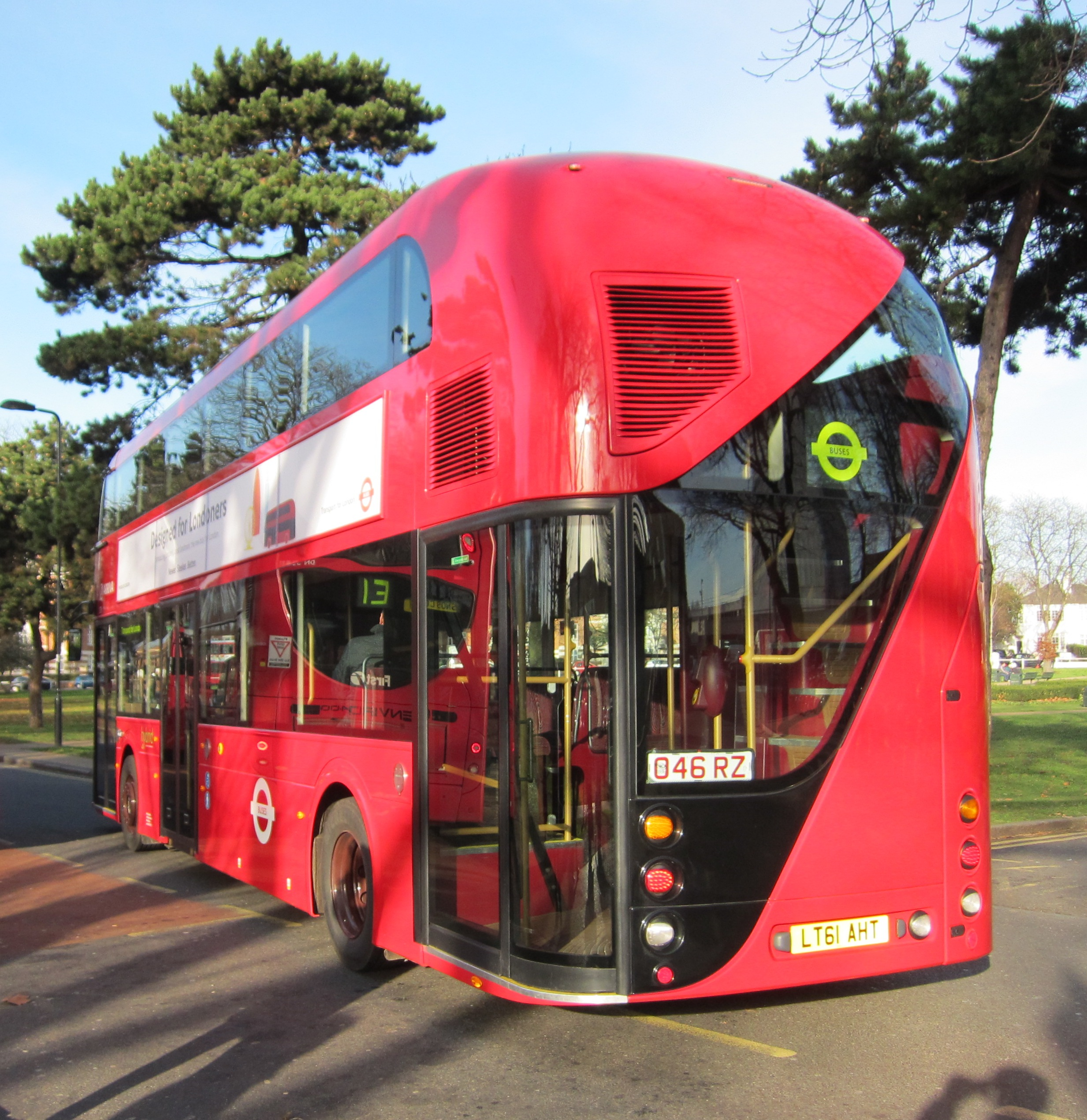
2012年1月に行われたイーリングでのお披露目ツアーにて

2010年11月11日に静止モックアップがロンドン交通博物館のアクトン車庫で公開され、2011年5月27日には最初の実走試作車がボリス・ジョンソンの運転で一般に披露された。最初の運行試作車は2011年11月に公開され、シティ・ホールからトラファルガー広場まで走行した。公開当日にこの最初の試作車はロンドン北部のM1上でディーゼルエンジンの故障のために立ち往生したと報じられた。最初の新型バス（保有番号：LT 2）は、2012年2月27日に第38系統（英語版）で運行を開始した。

## 運行
大ロンドン市当局によると3つのドアと2つの階段は迅速で円滑な乗降を助ける意図で備えられており、後部ドアは夜間などの閑散時には閉鎖されることになっている。3つのドアと2つの階段を備えるバスを使用することはロンドンにとり初めてのことではなく、以前TfLは1980年代半ばに代替車両評価計画（Alternative Vehicle Evaluation Program）の一環で車両番号V3として2つの階段を備えた特別に改造されたボルボ・エルザB55（英語版）を評価したことがあった。なお、イギリス国外ではベルリンのマン・ライオンズシティDD（英語版）などが既に2つの階段と3つのドアを備えた形態で通常運行されている。

## 所有
現在、ロンドンバスは路線毎・7年毎に行われる入札により運行事業者が決定しており、車両もこの際に更新されることがある。バスは運行事業者自身が所有するかリースするかした車両であり、使用されなくなった車両は他のロンドンの運行事業者やロンドン外の事業者（同じグループ内を含む）に転属する。
2008年にTfL局長のピーター・ヘンディ（英語版）は、民間のロンドンバス運行事業者間に保有車両を全てこの新型ロンドンバスに入れ替えることを要求することは困難であることを認め、後部プラットフォーム付きバスはロンドン以外の運行事業者にとっては魅力的な点ではなく、地方においてはハイブリッド車を使用することのメリットがあまりないことから、結局は入札金額の上昇を招く可能性があると述べた。
路線入札の監督を行うTfL傘下のロンドンバス社のためにKPMG社が実施した調査では、昨今の信用貸し動向下では民間のロンドンのバス運行事業者は新型ロンドンバスが運行される路線契約のために発生するであろう車両残余価値のリスクを引き受けたがらない一方で、TLlは緊縮財政のために自身ではバス車両を保有することができないであろうということが判明した。こういった状況から新しいバスを使用するためには、リース会社が全車両を保有したり、路線契約の期間を車両の予定寿命まで延長したりなどの方法で運行会社が負う車両残余価値のリスクを軽減することが勧められた。

## メディア
新型ロンドンバスの発表を受け、2010年5月18日にはBBC Oneの番組『The One Show（英語版）』内でロンドンの2階建バス100年の歴史を振り返るコーナーが放映された。ここではジョン・サージャント（英語版）がその歴史を解説し、保存されている1910年製LGOC B型（英語版）、AEC リージェントIII RT型（英語版）、そして最後にオリジナルのルートマスターに試乗した。
イギリスの自動車雑誌『Autocar』誌には新型ロンドンバスの密接な関係により2011年12月にロードテスト記事が掲載され、そこでは「公共交通機関の中で最高のもの」と評され、そのハイブリッド方式の動力源は「素晴らしい経済性と内装は至高である。」と言及された。